# Gelvenåkko

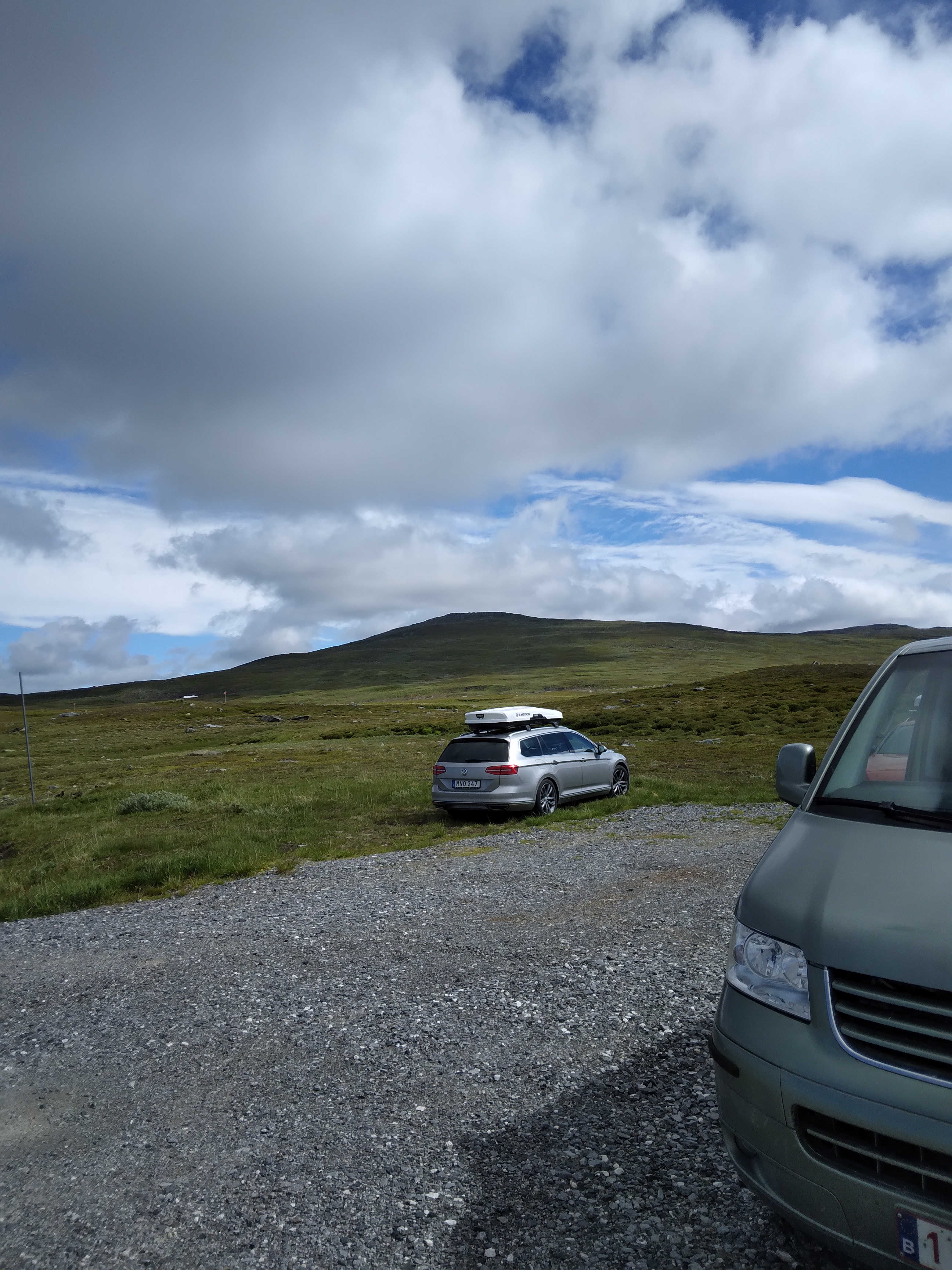
Gelvenåkkos högsta topp, 1141 m.ö.h.

Gelvenåkko (Gelvenåhkoe) är ett fjäll vid Stekenjokk i naturreservatet Skåarnja. Fjället har två toppar (nord och syd/Gelvenåkko och Sijjmetjåalhte), 1032 respektive 1141 meter över havet. Det finns även en till topp norr om Gelvenåkko som hänger samman med den högsta toppen genom en liten bergrygg - Domprosten (1014 m.ö.h). Gelvenåkko är Stekenjokkmassivets näst högsta topp (om man räknar med fjäll som har sin högsta topp i Sverige). 